# Çilimli
Çilimli ist eine Stadt und ein Landkreis der türkischen Provinz Düzce. Die Stadt liegt etwa 10 Kilometer nordwestlich der Provinzhauptstadt Düzce und beherbergt etwa die Hälfte der Landkreisbevölkerung.
Der Landkreis wurde 1990 durch das Gesetz Nr. 3644 gegründet und liegt im Zentrum der Provinz. Er grenzt im Südwesten an den Landkreis Gümüşova, im Westen an Cumayeri, im Norden an Akçakoca und im Osten an den zentralen Landkreis Düzce. Im Süden streift die Fernstraße D-100 von Edirne über Istanbul nach Erzurum und zur iranischen Grenze den Landkreis. Im Norden liegt ein Ausläufer der Akçakoca Dağları, im Süden die Ebene Düzce Ovası. Der Landkreis besteht aus dem Verwaltungszentrum (Merkez) und 20 Dörfern (Köy, Mehrzahl Köyler), die durchschnittlich von 491 Menschen bewohnt werden. Zwei der Dörfer haben über 1000 Einwohnern: Pırpır (1377) und Yenivakıf (1070).
Der Landkreis Çilimli ist mit einer Fläche von 85 km² der kleinste der Provinz. Ende 2020 lag Çilimli mit 19.902 Einwohnern auf dem 5. Platz der bevölkerungsreichsten Landkreise in der Provinz Düzce. Die Bevölkerungsdichte liegt mit 234 Einwohnern je Quadratkilometer über dem Provinzdurchschnitt (159 Einwohner je km²) und ist die zweithöchste innerhalb der Landkreise.